# Il piccolo Lord (film 1980)
Il piccolo Lord (Little Lord Fauntleroy) è un film per la televisione del 1980 diretto da Jack Gold e interpretato da Rick Schroder e Alec Guinness.
Il film è l'adattamento dell'omonimo romanzo per ragazzi di Frances Hodgson Burnett, già trasposto in film nella versione del 1936 con Freddie Bartholomew e C. Aubrey Smith.

## Trama
Tardo Ottocento. Cedric Errol è un bambino di sette anni, orfano di padre, che vive negli Stati Uniti con la madre. Suo padre era il figlio minore del conte di Dorincourt, un ricco nobile britannico che aveva interrotto ogni rapporto con lui per avere sposato una donna statunitense e non nobile. Cedric è all'oscuro di tutto e vive tranquillamente la sua infanzia frequentando regolarmente i suoi migliori amici, il droghiere Hobbs e il lustrascarpe Dick. Essendo morti entrambi i fratelli maggiori di suo padre, Bevis e Maurice, Cedric viene rintracciato dall'avvocato Havisham, il quale spiega a sua madre che è destinato a diventare l'erede universale di tutti i beni della famiglia, ottenendo il titolo di Lord Fauntleroy. 
Cedric deve quindi lasciare New York per trasferirsi in Gran Bretagna, andando a vivere con il burbero e misantropo nonno. Il conte di Dorincourt è costretto, suo malgrado, a incontrare il nipote, solamente allo scopo di dare a Cedric un'educazione adeguata a un lord britannico, destinato a diventare il suo successore. Cedric non è a conoscenza dei dissapori tra la madre e il vecchio conte; per questo non capisce come mai a sua madre sia impedito di abitare nel castello e sia relegata in una villetta lontana dalla tenuta. La signora Errol d'altra parte rifiuta qualsiasi aiuto economico da parte del conte e trova lavoro come sarta per mantenersi da sé.
Nonostante i pregiudizi e le difficoltà iniziali il rapporto tra Cedric e il nonno diventa sempre più profondo, grazie anche alla bontà d'animo e all'affetto incondizionato che il nipote gli riserva. Con il tempo il conte inizia a cambiare, trasformandosi in un uomo pacato e gentile, capace di grandi gesti di altruismo verso il prossimo. Per presentare in società il suo erede l'anziano nobile organizza una grande festa e ospita al castello molti nomi importanti della nobiltà britannica, inclusa la sorella Costantia e il cognato con cui aveva interrotto i rapporti per il suo comportamento verso i figli.
Ma, come un fulmine a ciel sereno, dopo la festa l'avvocato Havisham arriva con la notizia che Cedric potrebbe non essere il primo nella linea di successione per diventare conte di Dorincourt. Sembra infatti che suo zio Bevis prima di morire si fosse sposato in segreto e avesse avuto un figlio, che quindi verrebbe prima di lui. Il conte ingaggia i suoi avvocati per effettuare tutte le ricerche del caso, al fine di trovare una soluzione. Nel frattempo si pente di non avere mai instaurato un rapporto con la nuora, che scopre essere una donna buona e intelligente.
Cedric, che si consola con il fatto che può comunque vedere suo nonno quando vuole, scrive dell'accaduto ai suoi amici negli Stati Uniti, Hobbs e Dick. Il lustrascarpe Dick riconosce da una foto sul giornale la madre del presunto erede: si tratta di Minna, la moglie di suo fratello scappata anni prima, nonché un'abile truffatrice. Hobbs e Dick parlano allora con un avvocato, che scrive a Havisham a Londra. Egli fa venire il signor Hobbs, Dick e il fratello al castello del conte di nascosto. La verità viene così a galla: il presunto erede è in realtà figlio del fratello di Dick e il matrimonio di Minna con Bevis era illegale, in quanto la donna era in quel momento già sposata. La stessa Minna si tradisce durante un diverbio con il fratello di Dick.
Cedric riprende di diritto il suo ruolo e poco dopo, in occasione del Natale, il vecchio conte invita a un regale banchetto tutta la servitù, mentre la nuora e la governante Mary potranno stabilirsi tutti insieme al castello di Dorincourt.

## Produzione
Il film è stato girato al Castello di Belvoir, nella contea di Leicestershire (regione delle Midlands Orientali).

## Distribuzione
Il film è stato trasmesso per la prima volta dalla televisione statunitense il 25 novembre 1980; in seguito, è stato distribuito nelle sale cinematografiche britanniche nel dicembre dello stesso anno.
In Italia la pellicola è stata proiettata nei cinema a partire dal 13 febbraio 1981, mentre la prima messa in onda è avvenuta il 25 dicembre 1984 su Italia 1.

## Accoglienza
Il film viene messo frequentemente in onda in televisione nel periodo delle feste natalizie, essendo diventato negli anni un classico natalizio.